# مصطفى العقاد
مصطفى العقاد (1 يوليو 1930 – 11 نوفمبر 2005) مخرج ومنتج أفلام أمريكي سوري. كان أول عربي يصل الى هوليوود وفيها أنتج سلسلة أفلام الرعب الأمريكية هالوين في السبعينات، ثم انتقل لإنتاج أفلام أكثر جدية عن العالم العربي والإسلامي مثل: فيلم الرسالة عام 1976، وفيلم عمر المختار عام 1981.

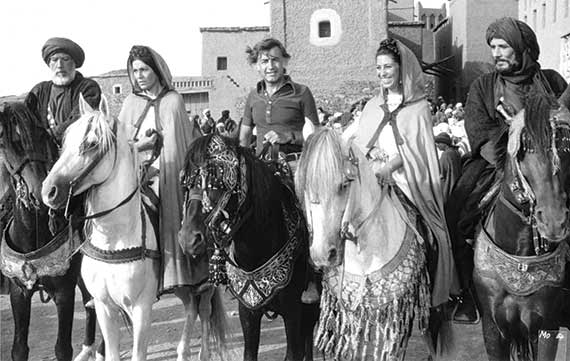
مصطفى العقاد يتوسط عبد الله غيث ومنى واصف من جهة، وأنتوني كوين وأيرين باباس من جهة، في فِلم الرسالة

## مولده ونشأته
ولد مصطفى العقاد في 1 يوليو 1930 في مدينة حلب في سوريا ثم غادرها إلى الولايات المتحدة لدراسة الإخراج والإنتاج السينمائي في جامعة كاليفورنيا في لوس أنجلوس، وأقام فيها حتى أواخر مراحل حياته. كان الجميع يسخرون منه ويعتقدون بأنه ساذج ولن يحقق ما يريد، ولكنه مع ذلك أحضر كتبًا كالتي تدرّس في الجامعات الأمريكية في مجال الإخراج وقام بدراستها وفهمها قبل مغادرته لأمريكا. والحقيقة أن والده كان في البداية رافضاً لدخوله إلى مجال الإخراج، ولكنه في النهاية شجعه على المضي قدماً والسعي لتحقيق طموحه وكان مربياً فاضلاً علمه أن الدين الإسلامي دين الرحمة والعدل والمساواة. وبإصرار مصطفى العقاد على السفر، رضخ له والده. وعند سلم الطائرة قدم له مبلغ مئتي دولار والقرآن الكريم ليكون مؤنسا له في وحدته وغربته.
حطّ رحاله في (كاليفورنيا) حيث درس في جامعتها وتفوق على كل زملائه؛ ولا يزال اسمه بين قائمة المتميزين في هذه الجامعة.
كان يتدرب على الإخراج أثناء الدراسة. وذات مرة قام بإعداد فيلم عن (قصر الحمراء) نال الجائزة الأولى في الجامعة وبعد تخرجه عمل مساعداً للمخرج العالمي (ألفريد هتشكوك)، حيث تدرب على يديه ونال خبرة كبيرة من خلال عمله معه، وهذا ما ساعده في ما بعد على إعداد مجموعة أفلام (الهالويين). وعمل في ما بعد في شبكة لإعداد أفلام بعنوان (كيف يرانا العالم؟)، جاب خلال تصويرها مناطق عديدة في العالم وهذا ما أكسبه معرفة بالثقافات المختلفة والمتنوعة.
لقد استطاع العقاد أن يخترق أبواب هوليود بطاقته الإبداعية الكبيرة محافظاً على انتمائه العربي والإسلامي، فلم يقبل أن يغير جلده العربي. وعندما سُئل: "لماذا لم تغير اسمك لتجد فرصاً أفضل؟ قال كيف أغيره وأنا قد ورثته عن والدي".
علم العقاد أن الشعب الأمريكي يحب متابعة أفلام الرعب ويستمتع بمشاهدتها، فقدم هذه السلسلة للحصول على المال الذي يحتاجه لتقديم مشاريعه التالية التي كان يحلم بإعدادها والتي تتحدث عن قضايا أمته.
وكان يريد أن يتعرف العالم إلى الإسلام الحقيقي، الى ذلك الدين السماوي الذي يكمل الديانتين اليهودية والمسيحية وأنه دين توحيد وهو من الله لكل الناس ليخرجهم من الظلمات إلى النور.
وكان يريد أيضاً أن يعرف الغرب بجوهر هذا الدين الذي يقوم على المحبة والمعاملة بالحسنى وبالتي هي أحسن وعندما سألوه: "لماذا لم تأت ببطل مسلم ليجسد دور عمر المختار وأتيت بالنجم (أنتوني كوين) ؟ قال لهم: (لكي يقتنع الغربيون بقضيتنا وبالظلم الذي لحق بنا لا بد من تقديم قضيتنا من خلال وجوه يعرفونها ويحبونها، فلا أحد في الغرب سيشاهد فيلماً عن العرب يقوم به العرب، ولكن بهذه الطريقة نقوم بلفت نظرهم وحثهم على مشاهدة ما نقدمه وبالتالي تفهم حقيقتنا ومعرفة قضايانا)".ولقد اعتنق الإسلام بعد مشاهدة فيلم الرسالة ما يزيد عن العشرين ألف شخص.

## حياته الخاصة
تزوج العقاد مرتين: الأولى من السيدة (باتريسيا)، أمريكية تحمل شهادة الماجستير في الفنون والآداب وهي امرأة مثقفة جداً تجيد عدة لغات كانت زميلته في الجامعة وبسبب القوانين الأمريكية التي لا تجيز للرجل الجمع بين الزوجتين انفصل عنها. أما زوجته الثانية فهي السيدة (سهى العشي) وكان زواجه منها سبباً في ارتباطه أكثر ببلده سوريا. لمصطفى العقاد ثلاثة أولاد هم: ريما وطارق ومالك بينما لم ينجب من السيدة سهى العشي سوى ولدا واحدا هو زيد.

## شهرته
اشتهر كمخرج سوري عالمي في هوليود ومن أشهر أفلامه - الرسالة الذي يتحدث عن نشأة الإسلام من خلال السيرة النبوية الشريفة وأسد الصحراء يتحدث فيه عن عمر المختار الذي حارب الاستعمار الإيطالي لليبيا في أوائل القرن العشرين، انتج عام 1981. تم إنتاج الفيلمين من قبل ليبيا والمغرب مع دعم من قبل الملك الراحل الحسن الثاني. إلا أن الأخير تخلى عن دعمة للمشروع بعد ضغط مارسته السعودية بسبب رفضها لمحتوى الفيلم، الذي كان من المفترض أن يتم تصويره في المغرب. لكن بسبب التهديد السعودي بقطع العلاقات مع المغرب، تم الانتقال الي ليبيا. لاستكمال التصوير. كما قام بدور البطولة في كلاهما الممثل أنطوني كوين، إلى جانب ممثلين عالمين وعرب آخرين.

## إنتاجه الفني
عند إخراجه لفيلم الرسالة، استشار العقاد علماء الدين المسلمين لتفادي إظهار مشاهد أو معالجة مواضيع قد تكون مخالفة لتعاليم الدين الإسلامي. رأى الفيلم كجسر للتواصل بين الشرق والغرب وخاصة بين العالم الإسلامي والغرب ولإظهار الصورة الحقيقية عن الإسلام. ذكر في مقابلة أجريت معه عام 1976: «لقد عملت الفيلم لأنه كان موضوع شخصي بالنسبة لي، شعرت بواجبي كمسلم عاش في الغرب بأن أقوم بذكر الحقيقة عن الإسلام. أنه دين لديه 700 مليون تابع في العالم، هناك فقط القليل المعروف عنه، مما فاجأني. لقد رأيت الحاجة بأن أخبر القصة التي ستصل هذا الجسر، هذه الثغرة إلى الغرب.»

## أفلامه
- الرسالة (النسخة العربية) بطولة: عبد الله غيث، منى واصف (1976).
- الرسالة (النسخة الإنكليزية) بطولة: أنتوني كوين، إيرين باباس (1976).
- هالووين (1978).
- أسد الصحراء (عمر المختار): أنتوني كوين، إيرين باباس، أوليفر ريد (1980).
- هالووين 2 (1981).
- هالووين 3 (1982).
- إنتاج فيلم موعد مع الخوف (1985).
- هالووين 4: «عودة مايكل مايرس» (1988).
- هالووين 5: «الثأر لمايكل مايرس» (1989).
- هالووين: «لعنة مايكل مايرس» (1995).
- هالووين إتش 20: بعد 20 سنة (1998).
- هالووين: القيامة (2002).

## جوائزه
لقد نال مصطفى العقاد جوائز كثيرة في عدد من المهرجانات السينمائية العربية والدولية، كما نال أوسمة عديدة من زعماء عرب وأجانب، وكُرِّم من طرف الرئيس الأمريكي السابق بيل كلنتون وكان من المفترض أن يكرم في مهرجان دمشق السينمائي الأخير لكن وفاته حالت دون ذلك، ومع ذلك فقد منحته الحكومة السورية وسام الاستحقاق من الدرجة الأولى، تقديراً لمواقفه القومية والوطنية.

## وفاته
في 9 نوفمبر 2005 قُتل العقاد مع ابنته ريما إثر انفجار إرهابي وقع في فندق حياة عمان. حصل الانفجار الناتج عن عملية انتحارية لحظة وجود العقاد في بهو الفندق لاستقبال ابنته القادمة للتّو من السفر. توفّيت ابنته ريما في الحال، بينما مات هو بعد العملية بيومين متأثراً بجراحه، تاركاً وراءَه فيلمي عمر المختار والرسالة وأحلاما ما زالت معلقة. كان المخرج السوري العالمي مصطفى العقاد يحضّر لعمل فيلمين سينمائيين، أولهما يتحدث عن فتح الأندلس والآخر يتحدث عن صلاح الدين الأيوبي، يوازيان جودة الأعمال السابقة. قال العقاد عن فيلمه الذي سيتحدث عن صلاح الدين الأيوبي: "صلاح الدين يمثل الإسلام تماماً. الآن، الإسلام يصور كدين إرهابي. حصل الدين كله على هذه الصورة بسبب وجود عدة مسلمين إرهابيين. إذا كان هناك دين ممتلئ بالإرهاب، فيمكن قول ذلك عن المسيحية أيام الحملات الصليبية. لكننا في الواقع لا يمكننا لوم المسيحية كدين بسبب مغامرات بعض أتباعها آنذاك. هذه هي رسالتي". وكان من المفترض أن يجسد شخصية صلاح الدين الأيوبي الفنان العالمي شون كونري رغم شيخوخته، قال فيه العقاد إنه مكسب للرأي العام العالمي.

## وصلات خارجية
- مصطفى العقاد على موقع IMDb (الإنجليزية)
- مصطفى العقاد على موقع قاعدة بيانات الأفلام العربية
- مصطفى العقاد على موقع ألو سيني (الفرنسية)
- مصطفى العقاد على موقع أول موفي (الإنجليزية)
- مصطفى العقاد على موقع قاعدة بيانات الأفلام السويدية (السويدية)
- مصطفى العقاد على موقع إن إن دي بي (الإنجليزية)
- مصطفى العقاد على موقع قاعدة بيانات الفيلم (الإنجليزية)
- مصطفى العقاد على موقع كينوبويسك (الروسية)

- العقاد من موقع imdb
- المخرج العالمي مصطفى العقاد مجلة عربيات
- العقاد: رحلة مبدع من الجزيرة نت.
- هل تستمر الرسالة؟ - مصطفى العقاد